# Болате
Болате (итал. Bollate) је насеље у Италији у округу Милано, региону Ломбардија.
Према процени из 2011. у насељу је живело 35235 становника. Насеље се налази на надморској висини од 155 м.

## Становништво
| 1931. | 1936. | 1951.  | 1961.  | 1971.  | 1981.  | 1991.  | 2001.  | 2011.  |
| ----- | ----- | ------ | ------ | ------ | ------ | ------ | ------ | ------ |
| 9.013 | 9.635 | 11.932 | 24.073 | 42.770 | 42.298 | 42.923 | 46.781 | 35.557 |